# عثمان کیتا
عثمان کیتا (انگلیسی: Ousmane Keita؛ زادهٔ ۹ مهٔ ۱۹۹۴) بازیکن فوتبال اهل مالی است.
از باشگاه‌هایی که در آن بازی کرده است می‌توان به باشگاه ورزشی جولیبا و باشگاه فوتبال سموحه اشاره کرد.